# مناطق الكروموسوم

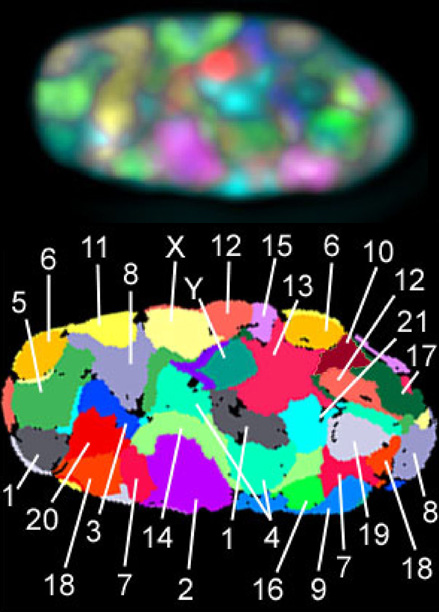
بالأعلى: تعليم المناطق بـFISH (تهجين موضعي متألق) لجميع الكروموسومات الـ24 البشرية (1-22، إكس، واي) في نواة خلية ليفية يافعة، كلٌّ بتوليفة مختلفة من مجموع سبع ملونات تألقية، موضحة في مستوي مركزي لصورة مركزة التراص مزالة التشويش تم تصويرها بمجالات مجهرية متنوعة.
بالأسفل: تمثيل لوني خاطئ لجميع مناطق الكروموسومات مرئية في المنطقة المركزية بعد تصنيفٍ بالكومبيوتر.

في علم الأحياء الخلوي مناطق الكروموسوم هي أماكن في النواة تشغلها بشكل تفضيلي كروموسومات محددة. كروموسومات الطور البيني هي سلاسل دنا مطوية بشكل كثيف، وتوصف عادة على أنها طبق سباغيتي. مصطلح مناطق الكروموسوم يعني - رغم بعض الاختلافات الواضخة- أن الكروموسومات تشغل مطانق محددة في النواة. معظم حقيقيات النوى يُعتقد أن لكروموسومتها مناطق محددة، رغم أن الخميرة المتبرعمة فطريات الخميرة استثناء لهذا الأمر.

## خصائص
```
مناطق الكروموسوم كروية الشكل أقطارها تتراوح من واحد إلى عدة ميكرومترات.
[
1
]
```

تسمى الأحياز (جمع حيّز) النووية الخالية من الدنا بالأحياز داخل كروماتينية، وقد تم تقرير أنها تشكل نفقا إلى مناطق الكروموسوم لتسهيل عملية الانتشار الجزيئي إلى المناطق التي تشغلها الكروموسومات المحزمة بشدة.

## تاريخ ودعم تجريبي
اقتُرح مصطلح مناطق الكروموسوم أول مرة بواسطة كارل رابل سنة 1885 بناء على دراسات على سلمندر ماكولاتا. نالت مناطق الكروموسوم الاعتراف باستخدام اتقنيات التعليم بالفلورية (تهجين موضعي متألق). دراسات للتجاور الجينومي باستخدم تقنية مثل التقاط بنية الكروموسوم دعمت مفهوم مناطق الكروموسوم باإظهار أن تآثرات دنا-دنا تحدث بشكل رئيسي بين كروموسومات محددة.